# Записки о «Следующем небу» и «Уничтожающей драконов». Завершение
«Записки о „Следующем небу“ и „Уничтожающей драконов“. Завершение» (иер. трад. 倚天屠龍記大結局, упр. 倚天屠龙记大结局, кант.-рус.: И тхинь тхоу лун кэй тай кит кук, англ. Heaven Sword and Dragon Sabre 2) — гонконгский фильм с боевыми искусствами с участием Дерека И. Сиквел ленты «Записки о „Следующем небу“ и „Уничтожающей драконов“», основанной на романе Цзинь Юна. Альтернативное название — «Меч Небес и сабля Дракона 2» (англ. Heaven Sword and Dragon Sabre 2).

## Сюжет
Чжан Уцзи, глава секты Мин, ищет противоядие, чтобы спасти главу секты Удан. Чжао Мин даёт ему противоядие взамен на исполнение трёх её поручений. Во-первых, он отводит её к сабле «Уничтожающей драконов». Во-вторых, Уцзи отказывается жениться на своей возлюбленной. И наконец, в-третьих, он должен взять Чжао Мин себе в жёны.

## Исполнители ролей
В фильме появилось более тридцати персонажей романа Цзинь Юна:
- Цзин Ли[англ.] — Чжао Мин
- Дерек И — Чжан Уцзи[англ.]
- Кэндис Ю[англ.] — Чжоу Чжижо[англ.]
- Вон Юн[кит.] — Ян Сяо
- Норман Чхёй[фр.] — Вэй Исяо[кит.]
- Юнь Ва[англ.] — Лэн Цянь[кит.]
- Чен Лайфон — Сяочжао[кит.]
- Фрэнки Вэй[кит.] — Фань Яо[кит.]
- Нгай Фэй — Инь Лихэн[кит.]
- Карен Чань[кит.] — Ян Бухуэй[кит.]
- Хелен Пхунь[кит.] — Чжу Цзючжэнь[кит.]
- Ку Куньчун[кит.] — Сун Циншу
- Кэнди Вэнь[кит.] — Инь Ли
- Ло Ле — Се Сюнь[кит.]
- Тхинь Чхин — Юаньчжэнь[кит.]
- Ю Вин — Ван Баобао
- Чун Куокъянь — Ши Холун
- Ян Чжицин — Шобудэ
- Цзян Нань[кит.] — монах Пэн[кит.]
- Кён Хонь — даос Железная Шапка[кит.]
- Лам Файвон — Чжоу Дянь[кит.]
- Сиу Юклун — Юй Дайянь[кит.]
- Сам Лоу[кит.] — Мо Лао (Хэ Бивэн)[кит.]
- Ын Хонсан — Чжан Сунси[кит.]
- Тан Такчхён — Мо Шэнгу[кит.]
- Чжань Сэнь[англ.] — Хэ Тайчун[кит.]
- Джейми Лук — Юй Ляньчжоу[кит.]
- Ву Вантат — настоятель монастыря Шаолинь
- Ван Лай[кит.] — наставница Ме Цзюэ[кит.]
- Цзин Мяо — Инь Тяньчжэн[кит.]
- Тереза Ха[кит.] — бабушка Золотой Цветок[кит.]
- Бобби Канаварро — один из трёх рыцарей из Персии
- Кара Хуэй — одна из трёх рыцарей из Персии
- Остин Вай[кит.] — один из трёх рыцарей из Персии
- Вон Чхинхо — крестьянин

## Сборы в прокате
Выход ленты на большие экраны Гонконга состоялся 27 октября 1978 года, спустя восемь дней после релиза оригинального фильма. По итогам семи дней проката картина заработала 1 254 524,7 HK$, что меньше суммы, заработанной первой частью.

## Восприятие
Кинокритики оценивают вторую часть «записок» более позитивно, чем первую.

## Продолжение
В 1984 году на большие экраны Гонконга вышел фильм «Уничтожить дракона в волшебном дворце» (кит. 魔殿屠龍), также под режиссурой Чу Юаня и производства студии братьев Шао, хотя в тайваньский кинопрокат картина вышла годом ранее под другим названием, «Записки о „Следующем небу“ и „Уничтожающей драконов“. Часть 3» (кит. 倚天屠龍記第三集).

## Комментарии
1. ↑  В титрах обозначен как Цинь Юй (秦雨).
2. ↑  Имеется в виду меч «Следующий небу» и сабля «Уничтожающая драконов».
3. ↑  Перечень актёров и соответствующих ролей составлен по титрам фильма.